# Mijn club
Mijn club is een lied uit 1997 geschreven door Kees Prins op muziek van Vincent van Warmerdam. Het lied kwam voor in de satirische serie Jiskefet en was een onderdeel van een sketch in een skybox over het personage Bep van Mokum. De stijl van het lied is gebaseerd op de muziek van André Hazes en Queen.
Het lied gaat over een jongen die geselecteerd wordt om in de A-selectie van zijn club te spelen, waarvan de naam in het lied niet genoemd wordt. Hij mag debuteren in de finale van de beker. Omdat er een overtreding wordt gemaakt op de hoofdpersoon, krijgt de club een strafschop. De hoofdpersoon neemt deze zelf, maar mist hem. Dit betekent het einde van de profcarrière van de hoofdpersoon, maar hij blijft als fan zijn club aanmoedigen. 
Hoewel het lied een persiflage was op de voetbalwereld, is het inmiddels door AFC Ajax omarmd als een van zijn clubliederen. Vaak wordt er een verkorte versie afgespeeld, waarin het treurige einde van het lied wordt weggelaten. In het stadion worden de coupletten weggelaten.

## Refrein
Dit is mijn club, mijn ideaal,
dit is de mooiste club van allemaal!
Hier ligt mijn hart, mijn vreugde, mijn verdriet
Het kan dooien, het kan vriezen
We kunnen winnen of verliezen
Maar een betere club dan deze is er niet!